# Fulco van Angoulême
Fulco van Angoulême (overleden in 1087) was van 1048 tot aan zijn dood graaf van Angoulême. Hij behoorde tot het huis Taillefer.

## Levensloop
Fulco was de zoon van graaf Godfried van Angoulême en diens echtgenote Petronella, dochter van heer Mainard van Archiac. In 1048 volgde hij zijn vader op als graaf van Angoulême.
Hij was gehuwd met Condoha, vermoedelijk een dochter van de Normandische edelman Robert van Eu. Uit het huwelijk zijn drie zonen bekend:
- Willem V (overleden in 1120), graaf van Angoulême
- Godfried
- Fulco

Fulco stierf in 1087.